# グンゼ記念館
グンゼ記念館（グンゼきねんかん）は、京都府綾部市にある博物館。1950年開館。
1917年（大正6年）に建設された洋風建築の旧郡是製糸本館本社事務所を使用した、グンゼの歴史を紹介する企業博物館。1896年に創業したグンゼの社史と養蚕と製糸に関する資料、錦絵を展示、紹介する。 

## 施設
2F
- 主展示室
- 栄誉室 - 貞明皇后行啓時の御座所を展示
- 創業者室

1F
- 錦絵ギャラリー
- 蚕糸室 - 繰糸機械と蚕糸技術の歴史を紹介
- 教育室
- インフォメーションルーム

## 建築概要
- 設計 - 四方亀蔵
- 竣工 - 1917年
- 構造 - 木造、地上階建
- 延床面積 -

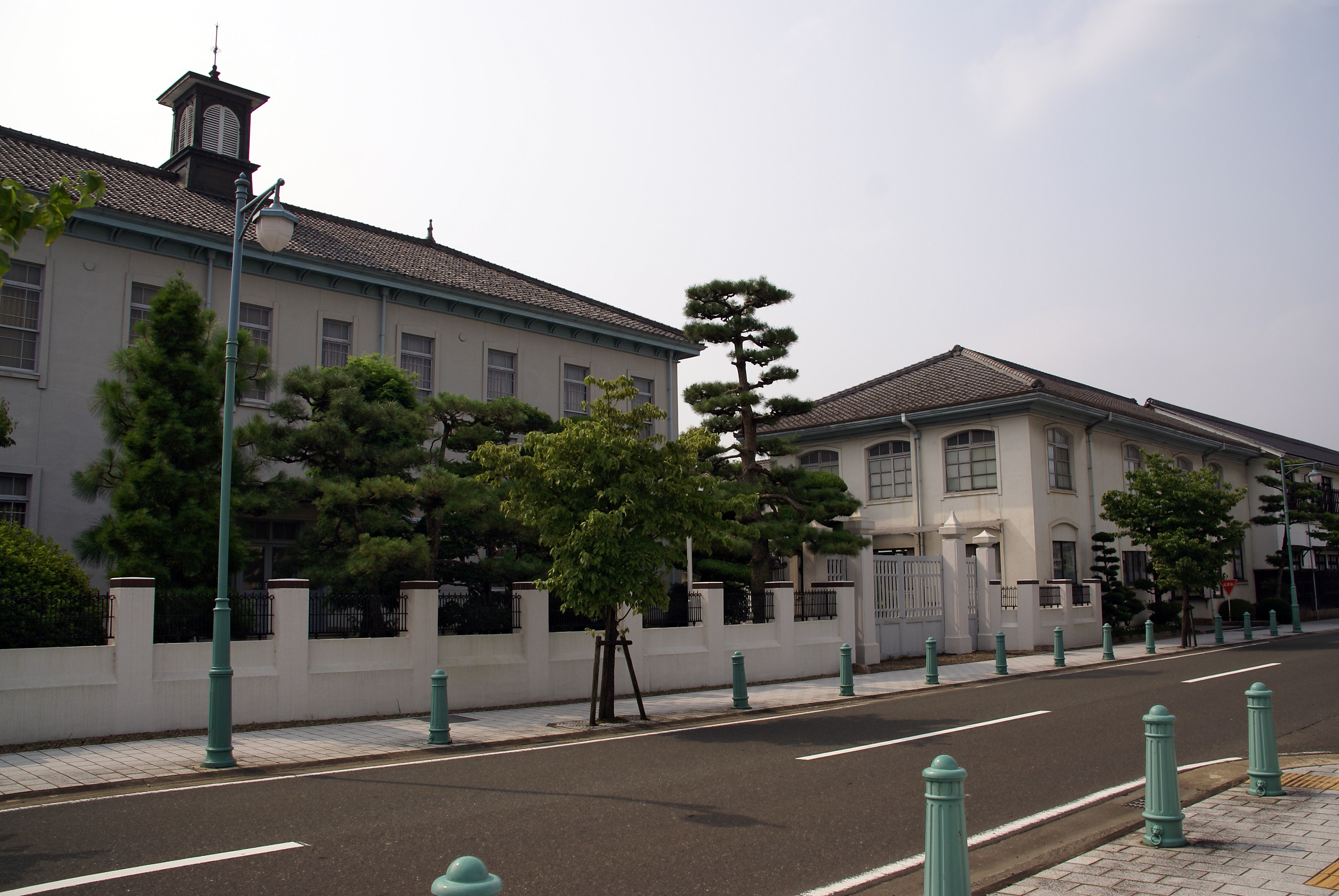
グンゼ記念館とグンゼ本工場正門

- 所在地 - 〒623-0011 京都府綾部市青野
- 備考 - 1933年築のグンゼ本社屋の左隣、1917年築のグンゼ・本工場正門の右隣、1910年代築のグンゼ博物苑（旧繭蔵）の向かいに位置する。グンゼ本工場正門とともに日本建築学会から保存指定を受けた。

## 利用情報
- 開館日時 - 金曜日の10時 - 16時
- 交通アクセス - 山陰本線 綾部駅 徒歩10分